# إرنست لودويغ ثيودور هينك
إرنست لودويغ ثيودور هينك (بالألمانية: Ernst Henke) هو مؤرخ وأمين مكتبة وأستاذ جامعي ألماني، ولد في 22 فبراير 1804 في هلمشتيت في ألمانيا، وتوفي في 1 ديسمبر 1872 في ماربورغ في ألمانيا.